# Непослушни
Непослушни је српски играни филм из 2014. године, дебитантско остварење у режији и по сценарију Мине Ђукић. Филм је сниман у продукцији филмске куће Кисело дете из Београда. Филм Непослушни је замишљен као road movie.
Филм је своју светску премијеру имао 20. јануара 2014. године у САД на Санденс филмском фестивалу а европску 29. јануара 2014. године на Филмском фестивалу у Ротердаму, док је премијеру у Србији имао 22. јуна 2014. године на Филмском фестивалу Cinema city у Новом Саду.

## Радња
Лазар (24) и Лени (24) су блиски пријатељи из раног детињства. Лени је принуђена да проведе лето у малом провинцијском градићу, у коме су одрасли, радећи у породичној апотеци. Нестрпљиво ишчекује поновни сусрет са Лазаром који се у родни град вратио након три године студирања у иностранству. Након коначног сусрета њих двоје одлучују да крену у насумични пут бициклима, са жељом да или исцрпе или поново измисле однос који је достигао критичну тачку.

## Улоге
| Глумац                    | Улога   |
| ------------------------- | ------- |
| Хана Селимовић            | Лени    |
| Младен Совиљ              | Лазар   |
| Данијел Сике              | Ћора    |
| Марко Јањић               | Миљан   |
| Жарко Радић               | Алекс   |
| Бранка Шелић              | Ана     |
| Александра Плескоњић-Илић | Славица |
| Миња Субота               | наратор |
| Бојан Жировић             | Небојша |
| Ненад Пећинар             | Ивица   |
| Иван Ђорђевић             | Јован   |
| Јован Живановић           | Марко   |

## Награде
Филм је 2014. године добио награду за најбољи сценарио на Фестивалу филмског сценарија у Врњачкој Бањи.